# Peugeot Type 99
La Peugeot Type 99 est un modèle d'automobile produit par le constructeur français Peugeot en 1907.
La Type 99 partage beaucoup d'élément de sa devancière, la Type 63 en production depuis 1904. La grande différence entre les deux modèle résident dans le motorisation de la Type 99 qui possède un moteur monocylindre avec une cylindrée de 1039 cm3.